# Staurodesmus omearii
Staurodesmus omearii  là một loài Song tinh tảo trong họ Desmidiaceae, thuộc chi Staurodesmus.